# Сент-Элуа-ле-Тюильри
Сент-Элуа́-ле-Тюильри́ (фр. Saint-Éloy-les-Tuileries, окс. Sent Aliég) — коммуна во Франции, находится в регионе Лимузен. Департамент — Коррез. Входит в состав кантона Люберсак. Округ коммуны — Брив-ла-Гайярд.
Код INSEE коммуны — 19198.
Коммуна расположена приблизительно в 390 км к югу от Парижа, в 45 км южнее Лиможа, в 45 км к северо-западу от Тюля.

## Население
Население коммуны на 2008 год составляло 121 человек.
| 1962 | 1968 | 1975 | 1982 | 1990 | 1999 | 2008 |
| ---- | ---- | ---- | ---- | ---- | ---- | ---- |
| 184  | 218  | 196  | 159  | 133  | 124  | 121  |

## Экономика
В 2007 году среди 69 человек в трудоспособном возрасте (15-64 лет) 49 были экономически активными, 20 — неактивными (показатель активности — 71,0 %, в 1999 году было 70,4 %). Из 49 активных работали 46 человек (24 мужчины и 22 женщины), безработных было 3 (0 мужчин и 3 женщины). Среди 20 неактивных 1 человек был учеником или студентом, 7 — пенсионерами, 12 были неактивными по другим причинам.

## Достопримечательности
- Руины галло-римской виллы Буэн. Памятник истории с 1988 года[3]
- Сельский архитектурный ансамбль Ривьер (XVIII век). Памятник истории с 1996 года[4]

## Фотогалерея
- Карта коммуны